# José Miaja
José Miaja Menant (né à Oviedo le 20 avril 1878, mort à Mexico le 14 janvier 1958) est un militaire et homme d'État espagnol. Il joua un rôle décisif dans la défense de Madrid en novembre et décembre 1936, durant la Guerre d'Espagne. Il combattit jusqu'à la fin de la guerre, après laquelle il dut s'exiler.

## Carrière militaire
Il entre à l'Académie d'Infanterie de Tolède en 1896. Sa première affectation est dans les Asturies, qu'il souhaite quitter pour Melilla, en 1900, alors qu'il a 22 ans.
Lors de la guerre du Rif, il est affecté à la réorganisation des lignes à Sidi Moussa, ainsi qu'à l'assaut à la baïonnette de Talusit le bas, lui permettant d'obtenir la fonction de commandant d'Infanterie pour mérites de guerre.
Bien que considéré comme un homme peu enclin à la culture, il se met à étudier officiellement la langue arabe.

## Seconde République
Promu général en août 1932, on lui confie le commandement de la 2e Brigade d'Infanterie de la Première Division Organique, positionnée à Badajoz. Plus tard, toujours en 1932, le gouvernement républicain dirigé par Martínez Barrio lui attribue le commandement de la 1re Brigade d'Infanterie de la Première Division Organique en garnison à Madrid.
Malgré sa possible appartenance à la droitière Union militaire espagnole (Unión Militar Española), le ministère de Gil Robles l'envoie en 1935 à Lérida, une des destinations éloignées de la capitale, qui étaient habituellement données à des militaires qui ne jouissaient pas de la pleine confiance du gouvernement. Le motif officiel : mauvaise présentation de son régiment lors d'un défilé.

## Élections de 1936
Lorsque Manuel Azaña forme son gouvernement, il désigne le général Masquelet comme ministre de la guerre, mais durant l'absence de celui-ci, Miaja est appelé pour le remplacer dans cette fonction importante, quoique de très courte durée. Il revient ensuite à sa brigade, et supplée aussi Virgilio Cabanellas pendant sa maladie au commandement de la Première Division Organique.

## La guerre civile
En juillet 1936, lors de la rébellion militaire qui marque le début de la guerre civile espagnole, Miaja est au commandement de la 1re Brigade d'Infanterie de la Ire Division Organique en garnison à Madrid. Beaucoup de ses subordonnés sont impliqués dans le soulèvement, et lui-même dans un premier temps n'adopte pas d'attitude tranchée, probablement à cause du fait que sa famille se trouve en zone contrôlée par les insurgés. Il choisit néanmoins de rester fidèle au gouvernement, et est nommé ministre de la guerre dans l'éphémère cabinet de Diego Martínez Barrio, au matin du 19 juillet 1936. Il refuse la même charge dans le gouvernement formé par José Giral.

### La colonne de Cordoue
Le 25 juin 1936, Miaja est nommé Chef des Opérations du Sud ; il part d'Albacete le 28 juillet à la tête de 5 000 hommes qui arrivent aux portes de Cordoue, mais il hésite sur la conduite à tenir, et son indécision lui fait perdre un temps suffisant pour que l'aviation des insurgés lui fasse subir une lourde défaite le 5 août.

### La défense de Madrid
À la suite de cet échec, il est déplacé à Valence, où il prend le commandement de la IIIe Division organique. Puis fin octobre, il revient à Madrid en tant que chef de la Ire Division organique. En novembre 1936, lors de l'évacuation du gouvernement de la capitale devant l'imminente arrivée des troupes franquistes, il est nommé président de la Junte de Défense de Madrid. Avec le lieutenant-colonel Rojo comme chef d'état-major, il réussit à contenir l'ennemi au-delà de la Manzanares par de rudes combats à la Cité Universitaire de Madrid, et il acquiert alors une grande popularité parmi le peuple madrilène. Sans Miaja, on n'aurait pu empêcher l'entrée de Francisco Franco dans Madrid.

### Guadalajara et Brunete
Commandant de l'Armée du Centre (février 1937) et du Regroupement des Armées de la zone Centre-Sud (avril 1938), Miaja dirige les batailles de Guadalajara et de Brunete, étant l'un des militaires républicains les plus capables.
Après la prise de Biscaye, et avant l'imminente attaque de Santander, la République lance une attaque de diversion contre Brunete, utilisant deux corps d'armée, avec 85 000 hommes, 300 avions et 220 pièces d'artillerie, tout cela sous le commandement suprême de Miaja.

## Le Conseil national de défense
Tout au long de la guerre, Miaja concentre plus de pouvoir militaire que n'importe quel autre général républicain. Considérant que le refus de Franco de négocier est dû à la participation de communistes au gouvernement, Miaja n'hésite pas à soutenir le coup d'État contre le gouvernement de Negrín, dirigé par le colonel Casado en mars 1939, en présidant le Conseil National de Défense qui déloge par la force le gouvernement Negrín du pouvoir républicain, sans pour autant obtenir la "paix honorable" recherchée. À la suite de cet épisode peu glorieux, Madrid sera finalement livrée sans combats aux troupes du général Franco qui proclame sa victoire le 1er avril 1939.

## Exil
Le 26 mars 1939, Miaja embarque à Gandia sur un bateau britannique qui l'emmène en Algérie, puis arrive en France, et finalement s'installe au Mexique où il meurt en 1958 à près de 80 ans.

## Miaja vu parErnest Hemingway
Dans Pour qui sonne le glas, Hemingway brosse un portrait peu flatteur (tant au physique qu'au moral) du généralissime de la République : « Kleber, Lucasz (General Lukács) et Hans (Hans Beimler) avaient chacun bien fait leur part du boulot lors de la défense de Madrid et alors ce vieux chauve à lunettes, vaniteux, stupide comme un hibou, à la conversation idiote, aussi brave et aussi bête qu'un taureau, salué comme défenseur de Madrid par la propagande, ce Miaja, avait été si jaloux de la publicité faite autour de Kleber qu'il avait forcé la main aux Russes : ils avaient ôté son commandement à Kleber et l'avaient envoyé à Valence. » 

## Sources
- (es) Cet article est partiellement ou en totalité issu de l’article de Wikipédia en espagnol intitulé « José Miaja » (voir la liste des auteurs).